# 21517 Добі
21517 Добі (21517 Dobi) — астероїд головного поясу, відкритий 23 травня 1998 року.
Тіссеранів параметр щодо Юпітера — 3,520.